# 지아키 다카노리
지아키 다카노리(일본어: 千明 聖典, 1987년 7월 19일 ~ )는 일본의 전 축구 선수이다.

## 구단 경력
그는 2010년부터 2020년까지 J리그의 파지아노 오카야마, 오이타 트리니타, SC 사가미하라에서 활동하였다.